# Institut für molekulare Pathogenese
Das Institut für molekulare Pathogenese (IMP) ist eine Forschungseinrichtung der Bundesrepublik Deutschland, die als Außenstelle in Jena Teil der rechtlich selbstständigen Bundesoberbehörde Friedrich-Loeffler-Institut ist. Das Institut betreibt in erster Linie Ressortforschung für das Bundesministerium für Ernährung, Landwirtschaft und Verbraucherschutz. Die Forschungsaufgaben des IMP liegen im Gebiet der Veterinärmedizin.

## Geschichte
Das Institut für molekulare Pathogenese und das ebenfalls in Jena ansässige Institut für bakterielle Infektionen und Zoonosen (IBIZ) gehen zurück auf das am 1. Juli 1954 gegründete „Institut für bakterielle Tierseuchenforschung“ (ITSF) der ehemaligen Deutschen Akademie der Landwirtschaftswissenschaften der DDR. Ende der 1950er Jahre wurde mit dem Bau neuer Gebäude für das ITSF am heutigen Standort in Jena-Zwätzen begonnen. Eine Stärke des ITSF bestand darin, die Vertreter der verschiedenen Disziplinen (Tierärzte, Chemiker, Physiker, Biologen, Landwirte) bei der Bearbeitung der Forschungsaufgaben zusammenzuführen.
Die politische Wende und die deutsche Wiedervereinigung stellten auch für das Jenaer Institut einen entscheidenden Einschnitt dar. Aufgrund einer Empfehlung des Wissenschaftsrats wurde die Einrichtung ab 1. Januar 1992 als Fachbereich „Bakterielle Tierseuchen und Bekämpfung von Zoonosen“ in das Institut für Veterinärmedizin (Robert von Ostertag-Institut) des Bundesgesundheitsamtes übernommen. Nach der Auflösung des Bundesgesundheitsamtes war das Institut in Jena von 1994 an Teil des seinerzeit neu gegründeten Bundesinstituts für gesundheitlichen Verbraucherschutz und Veterinärmedizin (BgVV). Dieses wurde im November 2002 aufgelöst.
Auch nach der im November 2002 erfolgten Eingliederung als Standort Jena in die „Bundesforschungsanstalt für Viruskrankheiten der Tiere“ (BFAV) konnten wesentliche Teile der angestammten Arbeitsfelder fortgeführt werden. Daneben wurden in verstärktem Maße an aktuellen Problemen orientierte Forschungsprojekte in Angriff genommen und neue Labormethoden eingearbeitet.
Die Bundesforschungsanstalt BFAV wurde 2004 umbenannt in „Friedrich-Loeffler-Institut“ (FLI) mit der Zusatzbezeichnung „Bundesforschungsinstitut für Tiergesundheit“.

## Forschung
Das IMP wurde im Jahre 2005 grundlegend reorganisiert. Schwerpunktthemen der durchgeführten Forschungs- und Referenztätigkeiten stellen nunmehr Mykobakterien- und Campylobacter-Infektionen dar.
Im Mittelpunkt der Forschungstätigkeit der Arbeitsgruppen im IMP stehen wissenschaftliche Untersuchungen zu Wechselwirkungen zwischen Infektionserregern und Wirtsorganismen (Erreger-Wirt-Interaktionen) bei der Entstehung und Verbreitung verschiedener Infektionskrankheiten der Tiere. Dies betrifft nicht nur die oben genannten Schwerpunktthemen, sondern weitere Tierkrankheiten mit zoonotischem Potenzial oder großer ökonomischer Relevanz (zum Beispiel Salmonellen, Chlamydien, Mykoplasmen- oder virale Infektionen). Die Grundlage der wissenschaftlichen Kompetenz des Instituts bilden die auf den Gebieten der Immunologie (Schwerpunkt Geflügel), Pathologie/Histologie, sowie Klinische Physiologie/Pathophysiologie tätigen Arbeitsgruppen unter Einbeziehung einer soliden tierexperimentelle Basis.
Die erzielten Ergebnisse dienen der Bekämpfung dieser Erkrankungen mit dem Ziel der Schaffung gesunder Tierbestände als Basis für die Erzeugung hochwertiger und gesundheitlich unbedenklicher Lebensmittel.

## Referenzlaboratorien
Von den Nationalen Referenzlaboratorien (NRL) werden umfangreiche hoheitliche Aufgaben im Sinne der Überwachung sowie der Verbesserung der Diagnostik von anzeigepflichtigen Tierseuchen, meldepflichtigen Tierkrankheiten und Zoonosen wahrgenommen.
Dem Institut für molekulare Pathogenese sind folgende Nationale Referenzlaboratorien zugeordnet:
Nationales Referenzlabor für Tuberkulose
Die Tuberkulose ist eine Infektionskrankheit, die von Erregern der Gattung Mycobacterium verursacht wird. Sie ist zwischen Mensch und Tier wechselseitig übertragbar und gehört daher zum Formenkreis der Zoonosen.
Nationales Referenzlabor für Paratuberkulose
Die Paratuberkulose, auch „Johnsche Krankheit“ genannt, ist eine durch Mycobacterium paratuberculosis hervorgerufene chronische entzündliche Darmerkrankung vorwiegend der Wiederkäuer.
Nationales Referenzlabor für Rauschbrand
Rauschbrand ist eine akute und hoch fieberhafte, manchmal endemisch verlaufende Tierseuche. Erreger der Krankheit ist das Bakterium Clostridium chauvoei.
Nationales Referenzlabor für Vibrionenseuche
Die Vibrionenseuche der Rinder ist eine durch Infertilität, frühe embryonale Mortalität und Abort charakterisierte, venerische Erkrankung. Sie wird vom Bakterium Campylobacter fetus ssp. venerealis verursacht.
Nationales Referenzlabor für Beschälseuche
Die Beschälseuche (Dourine) ist eine chronisch oder akut verlaufende venerische Infektionskrankheit der Einhufer. Der Erreger Trypanosoma equiperdum wird beim Deckakt direkt von Tier zu Tier übertragen und ist nicht auf den Menschen übertragbar.